# Deanna Brooks
Deanna Brooks, född Deanna Wilson den 30 april 1974 i Boulder City, Nevada, USA, är en amerikansk fotomodell och skådespelerska som vek ut sig i Playboy som Playmate of the Month i maj 1998.
Hon var bankkassörska hos Key Bank före sitt utvik i Playboy, då Playboy hävdar att hon fick sparken från banken på grund av sitt framträdande i Playboy, men både Deanna Brooks och banken hävdar att hon slutade på eget initiativ.

## Filmbiografi
- Walk Hard: The Dewey Cox Story (2007)
- The Girls Next Door (2006 - teveserie)
- ...  "Baby Talk" (2006 - episod 02x10 1 oktober)
- ...  "Catcher in the Raw" (2008 - episod 05X10 14 december)
- Candy Stripers (2005)
- Kungen av Queens (2005 - teveepisod 08x11 "Baker's Dosen't" 19 december)
- For F**k's Sake (2004)
- Cold Pizza (2004 - teveepisod 17 december)
- The Weekend Flash (2003 - en teveepisod)
- Ripley's Believe It or Not! (2002 - teveepisod 03x14 17 juli)
- Wild On (2001 - teveepisod "Woman of the World" 30 augusti)
- Girls of the Hard Rock Hotel & Casino Las Vegas (2001)
- The Rowdy Girls (2000)
- 16 Playboy videor (1998-2008)